# 米欽堂
米欽堂（1918年11月1日—2008年11月1日），字子敬，生於河南省密縣，為著名土木工程師及隧道專家。他參與了台灣北迴線和臺東線鐵路的建設，並於1980年獲頒中華民國總統府五等景星勳章。

## 生平
米欽堂出生於河南省密縣米村，6歲時隨雙親寄居開封，完成小學及初中教育，1933年進鄭州扶輪高中。1937年2月隨長兄赴北平，準備升學，不幸發生七七事變，北平對外交通完全斷絕，乃與長兄經門頭徒步到長辛店返回開封。於1937年進入政府為應戰需要而成立的國立西安臨時大學，但註冊後不久奉父親之命休學。1938年初戰事日近，乃攜眷赴甘肅天水投奔岳父母以避戰亂；是年夏天赴陝西城固縣，進入國立西北聯合大學 土木系。
1937年盧溝橋事變，華北華中地區相繼淪陷， 西南西北地區因地形之利地位陡升。1942年二月，國民政府又以西北大後方交通未可偏廢，成立寶天鐵路(隴海鐵路大動脈中的重要組成部分)工程局。就在這抗日戰爭進行最激烈的1942年6月，米欽堂走出了校門，參加了正在修建的寶天鐵路行列，踏入了渺無人煙的山區，主管派他先後監修4座隧道施工的任務，注定了他終身「與隧道為伍」的命運。 
1945年底寶天鐵路完工全線通車。1945年8月日本戰敗無條件投降，1946年1月被調赴隴海鐵路管理局參加復路工作，1947年全線恢復通車。1948年不幸外患雖除內亂又起，戰火遍及全國，隴海鐵路又陷入癱瘓。1948年六月中旬華東野戰軍兵團全面進攻開封，正好隴海鐵路管理局隊長蘇書田已在台灣工作，需要人手，邀約到台灣。
6月下旬決定一家六口同時離開開封到台灣，7月10日由上海渡海，11日抵基隆港，當日即趕赴嘉義阿里山林場報到。到台的首任工作是阿里山林業鐵路的隧道養護工作。1949年3月因人事變動告別阿里山林場鐵路，進入基隆港務局(現臺灣港務股份有限公司基隆港務分公司)服務；在外港防波堤工程告一段落後，從事對外通路必須修築的仙洞隧道之設計、監工、及施工。在基隆港務局服務這七年期間，米欽堂先後主持過仙洞隧道、五分鋪自來水管線隧道、深澳線鐵路瑞芳八斗子支線的隧道、台北及高雄軍事用的隧道、麥克阿瑟公路獅球嶺隧道等修建工作。
1956年，因家庭經濟壓力，米欽堂轉職至大信營造廠。1963年，他重返公職，進入行政院國軍退除役官兵輔導委員會榮民工程事業管理處(榮工處，現榮民工程公司)，主持北迴鐵路施工。北迴鐵路因隧道長度及地質挑戰著稱，其工程成功極大程度取決於隧道施工的成敗。該線於其主持下順利完成。
北迴鐵路完工時，花蓮至臺東間的臺東線拓寬工程正在進行，榮工處承辦了溪口段、光復段、三民段及中興段等四段的改線工程；米欽堂又被派參與溪口隧道、光復隧道、舞鶴隧道(現自強隧道 (花蓮縣))等的開鑿工程。
1984年退休後，米欽堂曾於1987年返回中國協助遷葬雙親遺骸至密縣米村，1998年定居美國聖荷西，2008年辭世。
米欽堂於1937年在開封與周粹娟結婚，育有5女1男。

## 經歷
- 1942年06月：寶天鐵路工程局

- 1946年01月：隴海鐵路管理局

- 1948年07月：阿里山林場

- 1949年03月：基隆港務局：副工程師[7]

- 1956年08月：大信營造廠

- 1963年11月：行政院國軍退除役官兵輔導委員會榮民工程事業管理處：正工程師兼組長、主任、北迴鐵路施工處主任、副處長[7]

- 1984年7月27日米欽堂奉准退休[7]。

## 榮譽
- 1977年經總統核定為該年度保舉最優人員(後排左一)[8]

- 1980年獲行政院長代表總統頒贈五等景星勳章一座

- (民) 69 年度中國土木水利工程學會工程獎章 (優良施工類)[9]

## 著作
- 《北迴六年》  (榮民工程處發行)。